# Copitarsia peruviana
Copitarsia peruviana là một loài bướm đêm trong họ Noctuidae.